# Abierto Mexicano de Tenis 2003
L'Abierto Mexicano de Tenis 2003, noto anche come Abierto Mexicano Telefonica Movistar 2003 per ragioni di sponsorizzazione, è stato un torneo di tennis giocato sulla terra rossa. È stata la 10ª edizione del torneo maschile facente parte della categoria International Series Gold nell'ambito dell'ATP Tour 2003, nonché la 3ª del torneo femminile facente parte della categoria Tier III nell'ambito del WTA Tour 2003. Sia il torneo maschile che quello femminile si sono giocati al Fairmont Acapulco Princess di Acapulco in Messico, dal 24 febbraio al 2 marzo 2003.

## Campioni

### Singolare maschile
Agustín Calleri ha battuto in finale  Mariano Zabaleta, 7-5, 3-6, 6-3
- È stato il 2º titolo stagionale per Calleri, nonché il suo 2º in carriera.

### Singolare femminile
Amanda Coetzer ha battuto in finale  Mariana Díaz Oliva, 7-5, 6-3
- È stato il 1° ed unico titolo stagionale per Coetzer, nonché il suo 9º in carriera.

### Doppio maschile
Mark Knowles /  Daniel Nestor hanno battuto in finale  David Ferrer /  Fernando Vicente, 6-3, 6-3
- Per Knowles è stato il 2º titolo stagionale e il 26° in carriera; per Nestor è stato il 2º titolo stagionale, nonché il suo 28º in carriera.

### Doppio femminile
Émilie Loit /  Åsa Svensson hanno battuto in finale  Petra Mandula /  Patricia Wartusch, 6-3, 6-1
- Per Loit è stato il 2º titolo in stagionale e il suo 6º in carriera; per Svensson è stato il 2º titolo stagionale, nonché il suo 8º in carriera.